# Zyzzyzus spongicolus
Zyzzyzus spongicolus is een hydroïdpoliep uit de familie Tubulariidae. De poliep komt uit het geslacht Zyzzyzus. Zyzzyzus spongicolus werd in 1885 voor het eerst wetenschappelijk beschreven door von Lendenfeld. 